# Marisol
Josefa Flores González (Màlaga, 4 de febrer del 1948), més coneguda amb l'hipocorístic Pepa Flores i famosa amb el pseudònim de Marisol, és una actriu de cinema i cantant espanyola retirada des de 1985. Nena prodigi durant el franquisme, va ser –i encara ho és avui– una de les icones més conegudes de la música i del cinema espanyol.

## Biografia

### Orígens
Pepa Flores va néixer a Màlaga al 4 de febrer de 1948 en el número 10 del carrer Refino. Filla mitjana de Juan Flores i María González, pertanyia a una família molt humil. Des de molt petita ja destacava per la seva gran afició al cant i el ball flamenc. Els seus germans són María Victoria i Enrique.
El 1959, amb onze anys, va ser descoberta pel productor i representant Manuel Goyanes quan participava en una exhibició de cors i danses de Màlaga transmesa a través de TVE, que la va contractar en exclusiva i fins i tot se la va endur a viure a casa seva, mentre la mare de Marisol era tan sols allotjada en una pensió.

### El mite de Marisol
El seu èxit va arribar molt lluny: el 1960, amb tan sols 12 anys, va rebre el premi a la millor actriu infantil en la Mostra de Venecia, per la seva interpretació a la pel·lícula Un rayo de luz; el 1961 va participar en The Ed Sullivan Show, de la televisió nord-americana, i el 1965 es va filmar la pel·lícula Cabriola, dirigida pel famós actor Mel Ferrer, espòs d'Audrey Hepburn. Aquesta pel·lícula es va estrenar als Estats Units amb el títol de Everyday Is A Holiday.
Des de la seva primera pel·lícula es va fer molt famosa, va ser considerada una nena prodigi del franquisme, i va aparèixer en molts films especialment dedicats al públic infantil fins a 1969. En aquesta primera etapa, Marisol fa un cinema considerat oficial del règim, obra de Goyanes, amb presència de nens cantant, amb la difusió de consignes morals de manera reiterada en un gran nombre de pel·lícules; una forma de cinema pel qual Flores més tard va mostrar el seu malestar i disgust. Cal fer especial esment, a més, que Marisol era explotada de tal manera que als quinze anys, després d'haver estat víctima d'una úlcera i farta d'estar sempre exposada al públic, va voler retirar-se de l'espectacle, però sempre va estar sota l'absolut i ferm control del seu representant fins al punt de rebre repetides vexacions, perquè Goyanes no volia renunciar a la seva estrella més preuada i va seguir explotada pel productor, fins al punt de casar-se amb el seu fill als dinou anys.
A pesar de la penosa situació amb el seu representant, la seva transcendència mediàtica va ser impressionant en tots els nivells: cinema, cançó, fotografia... Marisol apareixia a tot arreu i la seva representació s'estenia a escala internacional, ja que les seves pel·lícules van veure's a tot el món, de fet va esdevenir en aquella època una veritable ambaixadora d'Espanya, perquè la seva presència despertava furor a qualsevol país que visitava. D'altra banda, a dins de l'estat espanyol va esdevenir una icona cultural innegable i a nivell oficialista del règim, cal destacar que la seva fama arribava fins al punt que fins i tot les netes de Franco requerien la seva presència els diumenges a la tarda al Palau d'El Pardo per prendre xocolata.

### La conversió en Pepa Flores
A mitjan anys setanta trenca la relació amb el seu primer marit, fill de Goyanes; això significa un canvi radical en la vida de l'artista, que deixa de ser Marisol per esdevenir simplement Pepa Flores. Va continuar fent cinema i gravant discos, però alhora va conèixer el ballarí Antonio Gades, futura parella seva. Paral·lelament a la relació, Flores va fer un gir ideològic a l'esquerra i va fer-se militant del Partit Comunista dels Pobles d'Espanya, escissió del PCE. Quan amb prou feines havia passat un any de la mort de Francisco Franco, el setembre de 1976 aparegué nua a la portada de la revista Interviú, cosa que va causar commoció en una societat que havia tingut sempre una visió idealitzada de Marisol; de fet, el fotògraf César Lucas, un dels que més va fotografiar l'artista, va ser acusat d'atemptat moral i d'escàndol públic i el fiscal va demanar una condemna de 10 anys d'inhabilitació, per bé que va quedar-ne absolt i la fotografia es va convertir en una icona.
Als anys vuitanta continua la seva carrera cinematogràfica, amb Bodas de sangre i Carmen, sota la direcció de Carlos Saura, i amb la participació en la sèrie de televisió Mariana Pineda, on va demostrar la seva vàlua com a actriu. El 1985 fa la seva darrera pel·lícula, anomenada Caso cerrado.

### Retir
Després de Caso cerrado, de sobte Flores va decidir per pròpia voluntat abandonar definitivament el món de l'espectacle i tota mena de relació amb la vida o els mitjans públics. D'ençà d'aleshores Flores va abandonar completament la vida pública i es va convertir en una ciutadana, com ella diu. A partir d'aquell moment no va fer més declaracions, entrevistes o exclusives, de fet ha refusat moltes vegades ofertes milionàries per tornar a primera plana. Marisol va decidir tornar a Màlaga, la seva ciutat natal, a la finca La Axarquía, on va començar a viure amb la seva parella, l'italià Massimo Stecchini, amb la voluntat de viure una vida senzilla i recuperar l'anonimat que se li havia negat en la seva infància i adolescència. Les seves úniques aparicions són pràcticament els seus passeigs amb el seu marit al llarg de la platja de La Malagueta, si bé el 2008 va publicar un llibre relatant la seva vida com a Marisol.

### Vida personal
Casada el 1969 amb Carlos Goyanes, fill del seu representant, va tenir una mala experiència amb aquest matrimoni i es va separar al cap de tres anys, a banda d'haver intentat suïcidar-se o fins i tot entrar en una orde monàstica. Després va marxar a Barcelona, on es va enamorar de Joan Manuel Serrat, però la relació no va fructificar. Als inicis de la dècada dels setanta conegué el ballarí Antonio Gades, amb qui coincidí als mítings del Partit Comunista, es van casar a Cuba i van tenir com a padrí Fidel Castro i com a padrina, Alicia Alonso. Amb el ballarí va tenir tres filles: María (1974), Tamara (1976) i Celia (1981). El 1985 se separà d'Antonio Gades i dos anys després, conegué l'italià Massimo Stecchini, el seu actual marit.
L'any 2018 van sortir a la llum unes converses amb Francisco Umbral que formaven part del projecte de la biografia que l'escriptor preparava sobre Pepa Flores, i que finalment no es va publicar. En aquestes converses, l'actriu va revelar que des dels vuit anys havia patit abusos tant físics com sexuals, i assegurava: "Em duien a un xalet del Viso i allà hi havia gent important, gent del règim [franquista], que venia a veure'm despullada, a mi i a altres nenes". Arran d'aquest material trobat, Pepa Flores també va acusar Manuel Goyanes d'organitzar-ho, d'explotar-la i de forçar el casament amb el seu fill.

## Filmografia

### Etapa infantil
- 1960: Un rayo de luz
- 1961: Ha llegado un ángel
- 1962: Tómbola

### Etapa adolescent
- 1963: Marisol rumbo a Río
- 1964: La nueva Cenicienta
- 1964: La historia de Bienvenido
- 1965: Búsqueme a esa chica
- 1965: Cabriola
- 1967: Las cuatro bodas de Marisol
- 1968: Solos los dos

### Etapa adulta
- 1969: Carola de día, Carola de noche
- 1969: El taxi de los conflictos
- 1969: Urtain, el rey de la selva... o así
- 1973: La corrupción de Chris Miller
- 1973: La chica del Molino Rojo
- 1975: El poder del deseo
- 1978: Los días del pasado
- 1981: Bodas de sangre de Carlos Saura, amb Antonio Gades
- 1983: Carmen de Carlos Saura, amb Antonio Gades
- 1985: Caso cerrado

## Televisió

### Especials de televisió
- 360° en torno a Marisol (1972)
- Festival de la canción OTI (1972)
- Qué pasó con... Marisol (Telemadrid - Canal Sur) (1994)
- Las edades de Pepa Flores (Vía Digital - Canal Nostalgia)
- Hormigas blancas (Telecinco) (2007)
- ¿Por qué Pepa Flores mató a Marisol? (Antena 3) (2007)
- ¿Dónde está Marisol? (Telecinco) (especial presentat per María Teresa Campos) (2009)
- Un ángel llamado Marisol (Somos)
- Marisol (Telecinco) (especial presentat per María Teresa Campos) (2010)

### Miniseries
- Proceso a Mariana Pineda (1984)
- Marisol, la película